# 百万長者と結婚する方法
『百万長者と結婚する方法』（ひゃくまんちょうじゃとけっこんするほうほう、原題：How to Marry a Millionaire）は、1953年のアメリカ合衆国のロマンティック・コメディ映画。ゾーイ・エイキンスの舞台『The Greeks Had a Word for It』（1930年初演）と、デイル・ユーンソンとキャサリン・アルバートの舞台『Loco』（1946年初演）の2作品を原作としている。

## ストーリー
機知に富んだシャッツィ・ペイジ（ローレン・バコール）、元気一杯のロコ・デンプシー（ベティ・グレイブル）、少しお馬鹿なポーラ ドゥブヴォワーズ（マリリン・モンロー）は、目的を持った3人の女性。全員が億万長者と結婚したいと考えている。この目的を達成するために、彼女らはフレディ・デンマーク（ヨーロッパに住んで国税庁から逃れている）からニューヨークの豪華なサットンプレイスのペントハウスを借り、一緒に街のエリートたちに取り入る計画を立てる。引っ越しの日、ロコはトム・ブルックマンと一緒にやって来る。トムはロコが「財布を忘れた」ことから彼女のために食料品を買ってきてくれる。トムはシャッツィに興味を示すが、彼女は「第一の規則は、来訪する紳士はネクタイを着用していなければならないこと」と言って彼のことを却下し、代わりに魅力的で上品で裕福な男やもめのJ・D・ハンリーに目を向ける。シャッツィがハンリーに迫っている間もトムはシャッツィを追い求め、叱責、拒否されるが、最終的には彼女は聞き入れる。しかし、いつもデートが終わると、彼女は彼に二度と会いたくないと言う。
一方、ロコは気難しいビジネスマン、ウォルター・ブルースターと出会う。彼は既婚者だが、彼女はそれがエルクス慈善保護会の会合のためだと思い、メイン州にある彼のロッジに同行することに同意する。ロコは自分の間違いに気づき去ろうとする。しかし、彼女は麻疹に罹患し、隔離されることになる。治ると彼女は森林警備員のエベン・セイラムと会うようになる。彼女はセイラムが何エーカーもの森林地帯を監視する公務員ではなく、裕福な地主であると誤解している。彼女は真実を知って失望するが、彼を愛しており、彼が裕福でないことには喜んで眼を瞑ることにする。
ポーラは近視なのだが、男性の前で眼鏡をかけるのが嫌である。彼女は、偽の石油王、J・スチュワート・メリルに恋をするが、彼がたちの悪い投機家であることに気づいていない。アトランティックシティで彼に会うためにラガーディア空港から飛行機に乗るが、乗った飛行機はカンザスシティ行きであった。飛行機の中で、彼女は謎のフレディ・デンマークに再び遭遇する。フレディは、自分の悪徳会計士が金を盗み、そのせいで国税庁とトラブルになった証拠として税務書類を取りに自分のアパートに入った際、ポーラは知らず知らずのうちに彼に出会っていたのだ。フレディもメガネをかけており、ポーラにもメガネをかけるよう勧める。彼らはすぐに恋に落ち、結婚する。
ロコとポーラは、シャッツィとJ・D・ハンリーとの結婚式の直前にシャッツィと再会する。シャッツィは結婚を決意出来ず、トムを愛しているとJ.D.に告白する。彼は式を中止することに同意する。トムも結婚式の招待客の中に含まれており、2人は和解して結婚する。その後、幸せな 3 組のカップルは大衆食堂に行き着く。シャッツィは冗談めかしてイーベンとフレディに、彼らの経済的見通しについて尋ねるが、厳しいことが分かる。彼女が最後にトムに尋ねると、彼は約2億ドルの純資産があると事も無げに言うが、誰も真剣に受け取らない。それから彼は勘定書きを貰い、巨大な札束を取り出し1,000ドル札で支払い、コックにお釣りは取っておいてくれと言う。驚いた3人の女性は気を失い、男たちは意識を失った妻たちに乾杯する。

## キャスト

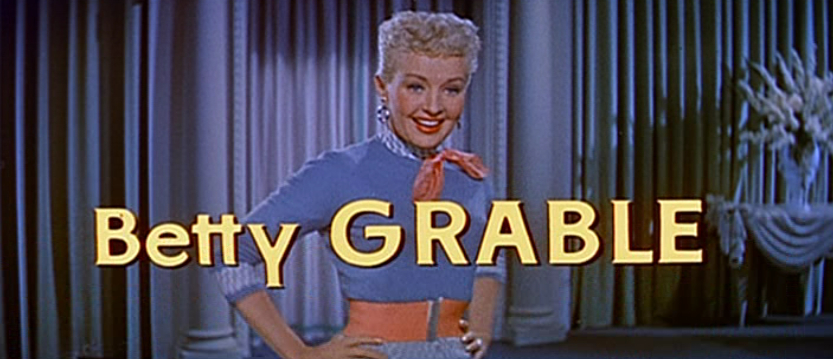

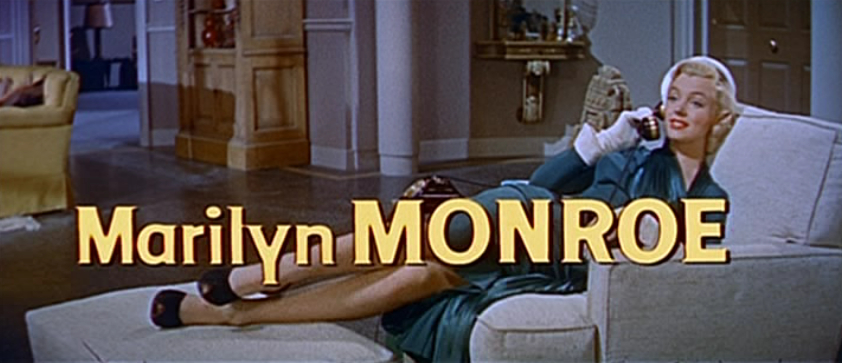

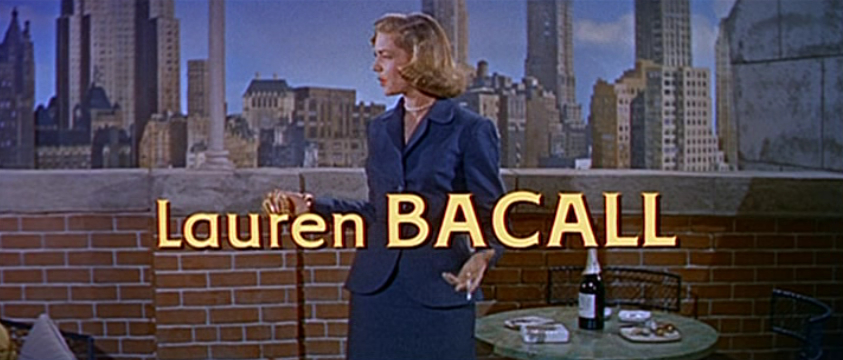

- ロコ・デンプシー - ベティ・グレイブル： モデル。金持ちとの結婚を漠然と夢見ている。
- ポーラ・デベヴォア - マリリン・モンロー： モデル。極度の近眼だが、眼鏡女はモテないと思っているので男性の前ではかけない。
- シャッツィ・ペイジ - ローレン・バコール： モデル。バツイチで金持ちとの再婚に執念を燃やす。
- フレディ・デンマーク - デヴィッド・ウェイン： シャッツィらが借りている高級アパートの部屋の本来の持ち主。
- エベン - ロリー・カルホーン： ロコが出会ったハンサムな森林警備隊員。
- トム・ブルックマン - キャメロン・ミッチェル： シャッツィに一目惚れした男。実は金持ち。
- J・ステュワート・メリル - アレックス・ダーシー： ポーラが目を付けた金持ち。胡散臭い。
- ウォルド・ブルースター - フレッド・クラーク： ロコが付き合うことになった妻子持ちの金持ち。
- J・D・ハンレー - ウィリアム・パウエル： シャッツィが目を付けた初老の金持ち。男やもめ。

## 日本語吹替
| 役名                    | 俳優                   | 日本語吹替                     | 日本語吹替                                                                           | 日本語吹替                                          |
| 役名                    | 俳優                   | NETテレビ版 （追加収録部分）   | PDDVD版                                                                              | N.E.M.版                                            |
| ----------------------- | ---------------------- | ------------------------------ | ------------------------------------------------------------------------------------ | --------------------------------------------------- |
| ロコ・デンプシー        | ベティ・グレイブル     | 鈴木弘子                       | 立石めぐみ                                                                           | ファイルーズ あい                                   |
| ポーラ・デベヴォア      | マリリン・モンロー     | 向井真理子                     | 白土麻子                                                                             | Lynn                                                |
| シャッツィ・ペイジ      | ローレン・バコール     | 大塚道子 （津田匠子）          | 渡邉絵理                                                                             | 大谷育江                                            |
| トム・ブルックマン      | キャメロン・ミッチェル | 服部哲治 （郷田ほづみ）        | 堀川りょう                                                                           | 落合福嗣                                            |
| J・D・ハンレー          | ウィリアム・パウエル   | 斎藤三勇 （尾花かんじ）        | 柴田秀勝                                                                             | 平林剛                                              |
| フレディ・デンマーク    | デヴィッド・ウェイン   | 木村幌                         | 大塚智則                                                                             | 森宮隆                                              |
| J・ステュワート・メリル | アレックス・ダーシー   | 内海賢二                       | 瀬水暁                                                                               | 出先拓也                                            |
| エベン                  | ロリー・カルホーン     | 羽佐間道夫                     | 岩崎洋介                                                                             | いとうさとる                                        |
| マイク                  | ジョージ・ダン         | 青野武                         | 木村裕二                                                                             |                                                     |
| その他                  |                        | 杉浦宏 文部おさむ              | 菅野裕士 安芸此葉 真田雅隆 高橋珍年 渡辺有加里 阿南智子 梅田未央 荒尾友香理 斎藤亮太 | 寺依沙織 長谷川育美 結川彩 三浦勝之 坂泰斗 近藤雄介 |
|                         |                        |                                |                                                                                      |                                                     |
| 演出                    | 演出                   | 内池望博                       | 椿淳                                                                                 |                                                     |
| 翻訳                    | 翻訳                   | 篠原慎                         |                                                                                      |                                                     |
| 効果                    |                        |                                |                                                                                      |                                                     |
| 調整                    | 調整                   |                                | 恵比須弘和                                                                           |                                                     |
| 制作                    | 制作                   | 東北新社                       | 株式会社高砂商事                                                                     |                                                     |
| 解説                    | 解説                   | 淀川長治                       |                                                                                      |                                                     |
| 初回放送                | 初回放送               | 1967年7月30日 『日曜洋画劇場』 |                                                                                      |                                                     |

- NETテレビ版は2015年9月2日発売の『吹替の名盤』シリーズ ＜テレビ吹替音声収録＞HDリマスター版DVDに収録（約79分）

- 2017年1月17日にWOWOWでカット部分を追加録音した吹替補完版が放送。その際故人などの各声優の部分は別の声優が代役を務めている。

- N.E.M.版：様々な名画を現代の人気声優が吹き替える「New Era Movie」というプロジェクトによって製作されている。

## スタッフ
- 監督：ジーン・ネグレスコ
- 製作：ナナリー・ジョンソン
- 脚本：ナナリー・ジョンソン
- 音楽：アルフレッド・ニューマン
- 撮影監督：ジョゼフ・マクドナルド
- 編集：ルイス・R・レフラー
- 美術：ライル・R・ウィーラー、リーランド・フラー
- 装置：ステュアート・A・ライス、ウォルター・M・スコット
- 衣装監督：チャールズ・ルメイアー
- 衣装デザイン：トラヴィラ

## 映画賞ノミネーション
- アカデミー衣装デザイン賞（カラー）：チャールズ・ルメイアー、トラヴィラ
- 英国アカデミー賞作品賞

## トリビア
20世紀フォックス初のシネマスコープ作品として制作されたが、公開は歴史映画『聖衣』の方が先になった（現代劇としては初のシネマスコープ作品）。
作品内で、3人が所属するファッションハウスでマリリン・モンローが着た水着の名前は『ダイアモンドは女の親友』。
シャッツィ（ローレン・バコール）のセリフに、「ずっと年上が好きだった。ルーズベルト、チャーチル、ボガートも」とあるが、当時ボガートはバコールの夫だった。